# Fernand De Visscher
Fernand Marie Emile De Visscher (Gent, 14 oktober 1885 - Herent, 15 december 1964) was een Belgisch rechtshistoricus en archeoloog.

## Levensloop
Fernand De Visscher was de één jaar jongere broer van Charles De Visscher. Hij werd hoogleraar Romeins recht aan de Katholieke Universiteit Leuven. Net als zijn broer werd hij lid van de Koninklijke Academie voor Wetenschappen, Letteren en Schone Kunsten in België. Van 1937 tot 1950 fungeerde hij, in opvolging van zijn broer, als algemeen secretaris van de Institut de Droit international.
Hij stichtte de Revue internationale des droits de l'antiquité' en de 'Société Internationale pour l'Histoire des Droits de l'Antiquité, die de naam Fernand De Visscher draagt.
Van 1945 tot 1949 was hij voorzitter van de Academia Belgica in Rome en hij gaf zich met veel overgave over aan archeologische opgravingen in Alba Fucens.

## Publicaties
- La liberté politique en Allemagne et la dynastie des Hohenzollern, L. Tenin, Paris, 1916
- La Condictio et le système de la procédure formulaire, A. Buyens, Gent, 1924
- Heracles Epitrapezios, De Boccard, Paris 1962
- Le droit des tombeaux romains, Giuffrè Editore, Milaan, 1962